# Neoparrya megarrhiza
Neoparrya megarrhiza es una especie  de planta herbácea perteneciente a la familia de las apiáceas. Se encuentra en Estados Unidos.

## Taxonomía
Neoparrya megarrhiza fue descrita por (A.Nelson) W.A.Weber y publicado en Phytologia 41(7): 487. 1979.
Sinonimia
- Lomatium megarrhizum (A. Nelson) Mathias
- Peucedanum megarrhizum A. Nelson basónimo
- Aletes megarrhiza (A. Nelson) W.A. Weber
- Aletes nuttallii (A. Gray) W.A. Weber
- Cynomarathrum nuttallii (A. Gray) J.M. Coult. & Rose